# جورج پترسون
جورج پترسون (انگلیسی: George Patterson) (زاده ۱۸۸۷ – درگذشت ۱۹۵۵) هفتمین سرمربی باشگاه لیورپول است که در تاریخ ۷ مارس ۱۹۲۸ تا ۶ اوت ۱۹۳۶، ۳۶۶ بار بر روی نیمکت سرمربی‌گری باشگاه لیورپول نشست. او از سال ۱۹۰۸ به عنوان دستیار تام واتسون به لیورپول پیوست. او در مدت سرمربی‌گری لیورپول به هیچ عنوانی دست نیافت. جرج پترسون در سال ۱۹۳۶ به دلیل بیماری و عدم موفقیت (در طول ۸ سال) از سمت سرمربی‌گری لیورپول استعفاء داد.